# یوری فدکین
یوری فدکین (روسی: Юрий Николаевич Федькин؛ زادهٔ ۶ اکتبر ۱۹۶۰) تیرانداز اهل اتحاد جماهیر شوروی سوسیالیستی بود.
وی در مسابقات کشوری و بین‌المللی در مجموع برندهٔ ۱ مدال طلا شده‌است.